# Ermita fortificada d'Albalat (Cabanes)
L'ermita fortificada d'Albalat és a la Ribera de Cabanes, municipi de Cabanes, a la comarca de la Plana Alta.
És un ermita que, tot i el seu ús religiós, era fortificada, complint d'aquesta manera la doble funcionalitat religiosomilitar. Pot datar-se entre els segles xiii i xiv, i és d'estil gòtic. És classificada, per declaració genèrica, Bé d'Interès Cultural, per la Direcció General de Patrimoni Artístic de la Generalitat Valenciana.

## Història
Cabanes és un municipi de gran història, ja que per la situació, a uns 300 metres d'altitud aproximadament, i situada estratègicament entre el Maestrat i la costa, es convertia en una zona de poblament idònia. Potser per això, comptem amb proves que hi ha existit població a la zona des d'èpoques remotes, possiblement des del Neolític. Tot això fa que hi puguem trobar-se restes arquitectòniques del pas de moltes i diferents formes de poblament, des de prehistòrics fins als més recents, passant per romans, àrabs, medievals, contemporanis…
L'ermita d'Albalat dels Ànecs es troba al peu del castell d'Albalat dels Ànecs, i com passava amb aquest, l'ermita era dins de la demarcació del castell de Miravet. En aquest lloc, que és conegut com a Ribera de Cabanes, hi havia antigament el poblat d'Albalat dels Ànecs, que va ser independent fins a mitjan segle xvi. Era a uns 12 quilòmetres de la capital municipal, Cabanes, i molt a prop de l'autovia a Barcelona. Actualment, un camí hi condueix entre els quilòmetres 95 i 96 de la N-340.
Quan es va construir, possiblement al segle xiii, després de la conquesta de la zona per Jaume I d'Aragó, es va dedicar a la Mare de Déu de l'Assumpció o Santa Maria.
Més tard, quan es produïen constants i cada vegada més importants incursions i atacs per mar de corsaris barbarescos, es va veure la necessitat de fortificar l'edifici i reforçar-ne les defenses. Aquestes obres es van haver de portar a terme entre els segles xiv i xv, quan, simultàniament, s'aixequen torres defensives i de vigilància per tota la zona, tant al pla com a la costa.
Algunes d'aquestes construccions perviuen encara a la Ribera de Cabanes, les quals són visibles des del castell i des de l'església, i d'entre les quals es pot destacar l'anomenada Torre de la Sal.
És així com l'ermita inicial es transforma en una ermita fortificada.

## Descripció
Es tracta d'una ermita que, en principi, presentava les característiques pròpies dels temples senzills del període: tenia una sola nau de reduïdes dimensions, amb arcs faixons apuntats i el sostre, de dues aigües, era de fusta.
Té un aspecte més de fortalesa que de temple religiós, i presenta com a elements defensius forts murs emmerletats amb troneres per a les sagetes, i es pot contemplar un absis semicircular que es perllonga en alçada fins a formar una torrassa; a més de tenir, annexes, dependències per al cos de guàrdia i vigilància. Aquesta torre presenta com a sostre una terrassa emmerletada. Interiorment té aspecte d'absis pentagonal pel que fa a la volta, que sustenta les nervadures de pedra sobre tosques mènsules. Com que és menys ample respecte a la nau i el fet de trobar-se descentrada va donar prou espai per a construir una escala i una eventual llar de foc. Això dona a l'edifici unes peculiaritats típics i únics, tant a l'aspecte exterior i com l'interior, dins d'aquest tipus d'arquitectura pel litoral.
Quan es va fortificar, es va aixecar un sobremur exterior, que arribava fins a la part alta de les antigues teulades, fet que van aprofitar per a transformar-la en terrassa emmerletada. Des de l'interior, s'aixeca un altre sobremur, a nivell dels pilars i arcs de la construcció primitiva, permetent d'aquesta manera que quedessin visibles, la qual cosa mostrava el treball de pedra i les impostes motllurades. La nau que presenta quatre trams està voltada amb una volta de canó apuntada sostinguda per tres arcs ogivals; per la seva banda, el presbiteri que és semicircular, es cobreix amb volta d'ogives. Presenta una petita sagristia en què una estreta escala de cargol permet pujar fins a la terrassa de la torre. També hi és destacable l'escala per al cor, d'una sola peça i similar a la de l'església arxiprestal de Morella.
La fàbrica és de pedra llaurada en part, encara que els murs són de paredat. Són apreciables els afegits i les reformes que ha anat patint al llarg del temps, alguna d'aquestes bastant recent.
S'hi aprecien senyals que permeten aventurar que en un temps va existir un pòrtic lateral, en la part que donava al castell. Presenta moltes espitlleres, la qual cosa en reforça el caràcter defensiu i militar.
Des que es abandonar, va acabar caient part de l'estructura, sobretot la façana, la torrassa, absis i, amb aquest, l'escala xemeneia. El 1981 se'n va començar una restauració que va permetre consolidar i tractar l'interior i l'exterior de tots els murs. Per a la reconstrucció del mur de la façana, es van utilitzar els mateixos materials que en la primera edificació, ja que es trobaven conservats al peu de les ruïnes, la qual cosa va permetre recuperar, per exemple, les pedres de la portada amb el seu dovellatge.
L'any 2006, es va obrir per al turisme i es va integrar en el Museu Fortificacions de Cabanes.